# La corte (film)
La corte (L'Hermine) è un film francese del 2015 scritto e diretto da Christian Vincent.

## Trama
A Saint-Omer, nel Passo di Calais, si svolge un processo per infanticidio.
Michel Racine è un severo presidente della corte d'assise poco stimato dagli avvocati difensori e alcuni colleghi, i quali tra l'altro lo soprannominano "Presidente a due cifre" in quanto gli imputati condannati da Michel ricevono una pena di almeno dieci anni. Michel è separato dalla moglie, vive in albergo e, sebbene influenzato, presiede al processo contro Martial Beclin, accusato di aver ucciso sua figlia di sette mesi, Melissa, con degli anfibi. Martial inizialmente autoaccusatosi dell'infanticidio, si limita però a ripetere di non aver colpito Melissa.
Michel opera la selezione di tre giurati supplementari, scelti tra diverse estrazioni sociali. Durante il sorteggio, Michel estrae il nome della danese Ditte Lorensen-Coteret, che già conosce: infatti la donna (divorziata e madre di due figli, tra i quali la diciassettenne Ann) lavora come medico anestesista e sei anni prima ha curato Michel dopo un grave incidente. Michel, che si era innamorato di lei durante la sua degenza in ospedale, le aveva inviato una lettera d'amore rimasta senza risposta; l'aveva rincontrata a una cena fra amici, ma dopo aver risposto con un educato quanto freddo sms, Ditte non rispose più. Ditte afferma che lui non la conosce nemmeno e che tocca la mano a tutti i pazienti per rasserenarli. Mentre i due parlano del passato, emerge un lato più umano della personalità di Michel.
Al processo si susseguono diverse testimonianze che rendono ambigua la posizione di Martial, così come quella di Jessica, anch'ella chiamata a testimoniare, che assume grandi quantità quotidiane di sonniferi e ansiolitici, e mal sopportava i pianti della figlia. Un giovane tenente di polizia dichiara che gli anfibi con cui Martial avrebbe presumibilmente ucciso la figlia, e che l'imputato ha dichiarato di aver gettato nel canale, non sono stati ritrovati, e aggiunge che gli anfibi con cui è stata uccisa Melissa non sono gli stessi che Martial indossava il giorno della confessione; inoltre, è stata la polizia la prima a parlare di calci, non Martial. Quest'ultimo afferma però di possedere un unico paio di anfibi, e Jessica conferma la cosa.
Diversi giurati sospettano che Martial si sia attribuito la colpa della compagna (sarebbe stata quindi Jessica a uccidere la figlia) per evitare che il secondo figlio, nato da poco, potesse rischiare di essere ucciso dalla madre in prigione: Jessica e Martial potrebbero aver concordato la versione da dare. In camera di consiglio, Michel dichiara ai giurati che il momento determinante avverrà il giorno successivo durante la deliberazione, e che forse non si saprà mai cosa sia realmente accaduto. Se i giurati dovessero dichiarare l'innocenza di Martial, la Procura farà appello ed entro due anni si terrà un altro processo, nella speranza che la verità emerga nel frattempo.
Ad un successivo appuntamento al bistrot, Michel incontra Ditte e sua figlia Ann. Rimasti soli, Michel spiega a Ditte perché si è innamorato di lei, e ammette che spera di ritrovarla come giurata perché ha bisogno della sua presenza nel giorno del nuovo processo, anche se dovesse essere ricusata. La corte dichiara Martial innocente, prosciogliendolo da tutte le accuse e ordinandone l'immediato rilascio.
Alla prima udienza del processo per un nuovo caso, il nome di Ditte non compare tra quelli dei giurati estratti a sorte. Michael si rattrista nel vedere Ditte uscire dall'aula, ma alla fine la donna decide di rimanere. Mentre Michel legge la formula del giuramento dei giurati, si scambiano degli sguardi e Ditte sorride, indossando il vestito color carne con i pizzi che tanto aveva impressionato Michel alla cena tra amici.

## Promozione
Il trailer originale è stato pubblicato online il 30 settembre 2015, mentre quello in italiano il 9 marzo 2016.

## Distribuzione
Il film è stato distribuito nelle sale cinematografiche francesi il 18 novembre 2015 da Gaumont, e in quelle italiane il 17 marzo 2016 da Academy 2. La direzione del doppiaggio e i dialoghi sono stati curati da Elisabetta Bucciarelli per la società CDL.

## Riconoscimenti
- 2015 - Mostra internazionale d'arte cinematografica
  - Migliore interpretazione maschile a Fabrice Luchini[8]
  - Migliore sceneggiatura a Christian Vincent[8]
  - Candidatura per il Leone d'oro al miglior film[9]
- 2016 - Premio César
  - Migliore attrice non protagonista a Sidse Babett Knudsen[10]
  - Candidatura per il miglior attore protagonista a Fabrice Luchini[10]
- 2016 - Premio Lumière
  - Candidatura per il miglior film
  - Candidatura per il miglior attore a Fabrice Luchini